# Kirby: Planet Robobot
Kirby: Planet Robobot (星のカービィ ロボボプラネット?, Hoshi no Kābī: Robobo Puranetto) è un videogioco a piattaforme della serie Kirby, sviluppato dalla HAL Laboratory e pubblicato da Nintendo per la console Nintendo 3DS. Presentato per la prima volta durante il Nintendo Direct del 3 marzo 2016, il gioco è stato distribuito in Giappone il 28 aprile dello stesso anno ed è stato pubblicato in seguito in Europa e in Nord America il 10 giugno. La storia racconta di Kirby che difende il pianeta Pop Star da una società aliena nota come Haltmann Works Company, determinata a meccanizzare il pianeta in modo da poter saccheggiare le sue risorse naturali. Kirby, in questo gioco, acquisisce la capacità di utilizzare una tuta meccanica nota come armatura Robobot per risolvere enigmi e combattere i nemici.
Come era avvenuto per Triple Deluxe, le versioni migliorate dei due minigiochi presenti nel gioco, Team Kirby Clash Deluxe e Kirby's Blowout Blast, sono state pubblicate nel Nintendo eShop come titoli standalone rispettivamente nell'aprile 2017 e nel luglio 2017. Il gioco ha ricevuto recensioni molto positive. La colonna sonora, la grafica, il gameplay e le nuove funzionalità, tra cui l'armatura del robot e la meccanica dell'abilità dell'armatura sono state notevolmente apprezzate.

## Trama
Una gigantesca astronave chiamata Mondo Access attracca sul Pianeta Pop e inizia improvvisamente a meccanizzarlo. King Dedede e Meta Knight tentano di opporsi, ma vengono entrambi facilmente sconfitti dagli invasori. Ora spetta a Kirby (che ha dormito per tutta la durata della battaglia) affrontare i nemici e salvare il pianeta.
Kirby distrugge quindi le cinque aree che fungevano da basi di atterraggio per il Mondo Access, guadagnando al tempo stesso l'Armatura Robobot, un misterioso mech capace di adattarsi a qualunque potere Kirby assorbisca. Lungo la strada, l'eroe si imbatte anche in Susie, segretaria della Haltmann Works Company, la compagnia responsabile dell'invasione, la quale afferma di stare raccogliendo risorse per conto del suo superiore.
Dopo aver distrutto tutte le cinque basi e aver immobilizzato il Mondo Access, Kirby vi si infiltra e affronta finalmente il presidente Max Avidus Haltmann, amministratore delegato della compagnia e mente dietro l'invasione. Haltmann congeda Susie e affronta Kirby, venendo però sconfitto. Rivela a quel punto di stare agendo per conto del piano aziendale di Sogno Stellare, un gigantesco supercomputer che gestisce l'intera azienda. Viene però tradito da Susie, che ha intenzione di appropriarsi di Sogno Stellare per venderlo ad altre compagnie. Sfortunatamente, la mastodontica macchina diventa senziente e attacca Susie, tramortendola, per poi assimilare Haltman e decollare annunciando di aver intenzione di eradicare ogni forma di vita presente sul pianeta, ritenendole d'intralcio per l'azienda. Susie, risvegliatasi, fornisce a Kirby la sua Armatura Robobot e lo prega di fermare il computer. Grazie all'aiuto di Meta Knight, che permette al mech di fondersi con la sua nave spaziale, la Halberd, Kirby parte per lo scontro finale.
Nello spazio, Sogno Stellare riattiva il Mondo Access e si fonde con esso, trasformandosi in un pianeta senziente. Kirby distrugge la sua corazza esterna, rivelando così con stupore le vere origini della macchina. Essa non è un supercomputer, bensì una Nova Galattica, gigantesca cometa capace di esaudire desideri già apparsa in Kirby's Fun Pak. La creatura non riesce però a completare la sua opera di distruzione poiché trattenuta dalla coscienza di Haltmann, che le impedisce di scatenarsi sul Pianeta Pop e la manda in tilt. Approfittandone, Kirby e l'Armatura Robobot si eiettano dalla Halberd e distruggono Sogno Stellare una volta per tutte, causando una gigantesca esplosione. Ormai distrutta, l'armatura riesce a lanciare Kirby sul Pianeta Pop, prima di scomparire insieme a tutte le macchine dell'azienda. Susie fugge quindi nello spazio, inseguita da Meta Knight, mentre Kirby si prepara alla prossima avventura.
Grazie alle descrizioni dei boss apparse nel menù di pausa, è possibile ricostruire tutti gli avvenimenti precedenti alla storia del gioco.
Haltmann un tempo era il benevolo amministratore delegato della Haltmann Works Company, che scoprì Sogno Stellare. Durante uno dei test della macchina, tuttavia, la piccola figlia di Haltmann, Susanna Patrya, venne teletrasportata in una dimensione parallela e scomparve. Disperato, Haltmann cercò di utilizzare la macchina per riportarla in vita, ma ogni tentativo fallì (poiché a sua insaputa la piccola era ancora viva). L'influenza di Sogno Stellare finì però per far perdere la memoria ad Haltmann, il quale si dimenticò di avere una figlia. Susanna alla fine ritornò all'azienda con lo pseudonimo di "Susie", decisa forse a vendicarsi dell'Unità Madre.

### Proseguimento opzionale
Al termine del minigioco Meta Knight: il ritorno, sbloccato al termine della storia e con protagonista Meta Knight, Sogno Stellare si risveglia e nomina Meta Knight nuovo amministratore delegato dell'azienda dopo che questi ha sconfitto Haltmann. Per testare il suo valore di spadaccino, lo spinge a scontrarsi prima con un clone di Dark Matter e in seguito con uno di Queen Sectonia. Sconfitti entrambi, il supercomputer avvia la sua "prova finale", aprendo un varco dimensionale (azione che era stata vietata da Haltmann stesso) e trasportando così Galacta Knight nel Mondo Access. Questi però si ribella e distrugge Sogno Stellare, scontrandosi subito dopo con Meta Knight. Dopo un duro scontro, il cavaliere riesce a sconfiggerlo e a confinarlo nuovamente nella sua prigione di cristallo.
Al termine dell'Arena Finale (sbloccata una volta completato il minigioco), si scopre che Sogno Stellare è sopravvissuto all'attacco di Galacta Knight e si è trasformato in una versione potenziata chiamata Sogno Stellare.exe. Sconfitta dalla Halberd, la macchina assorbe Kirby e lo trascina al proprio interno, dove lo obbliga a scontrarsi con il cuore in persona. Questi è immobilizzato al centro dell'area e obbliga Kirby a distruggere i pilastri che lo alimentano, cancellando così all'insaputa dell'eroe la coscienza di Haltmann dalla sua programmazione. Ora priva di qualunque freno inibitore, la psicotica macchina si scaglia su Kirby, venendo però sconfitta; in un ultimo disperato tentativo, il cuore emette tre devastanti pulsazioni, che però non vanno a segno, per poi disgregarsi completamente, ponendo fine alla minaccia una volta per tutte.

## Modalità di gioco
La grafica è molto simile a quella di Kirby: Triple Deluxe, ma poco migliorata. In questo gioco sono state aggiunte tre nuove abilità: Sensitivo, Veleno e Dottore. La sua innovazione è il Robobot, un robot in grado di scansionare le abilità dei nemici, oltre che interagire con punti specifici dell'ambiente di gioco (ad esempio sollevando un blocco metallico o azionando un meccanismo) per aprire percorsi principali o secondari irraggiungibili altrimenti. Le abilità che può scansionare sono: Lama, Spada, Parasole, Urla, Sensitivo, Roccia, Ghiaccio, Fuoco, Elettro, Raggio, Granata, Jet, Ruota e modalità Halberd.
- Modalità Storia: In questa modalità, Kirby dovrà superare 6 mondi, più il settimo, dove dovrà sconfiggere Sogno Stellare. Completata questa modalità, si sbloccherà: Meta Knight: Il Ritorno e L'Arena.
- Meta Knight: Il Ritorno: in questa modalità, Meta Knight dovrà superare 6 livelli, nel minor tempo possibile e senza il Robobot. Completata questa modalità, si sbloccherà: L'Arena Finale e la Musica.
- Arena: Kirby dovrà sconfiggere tutti i Boss della Modalità Storia, compreso: IngraBase e i mini boss. Gli oggetti salvavita sono: Ciliegie, Ricostituenti e Pomodori Maxim.
- Arena Finale: Kirby dovrà sconfiggere tutti i Boss della Modalità Meta Knight: Il Ritorno, compreso: IngraBase, Kabula Ka-bum, e Sogno Stellare.exe. Gli oggetti salvavita sono: Ciliegie e Ricostituenti.
- Sfida 3D Kirby: In questa modalità, Kirby dovrà sconfiggere i nemici da ogni lato, cercando di prendere ogni moneta, non subire danni e completando lo stage nel minor tempo possibile. Ci sono 3 livelli. I primi 2 hanno 4 livelli e l'ultimo ne ha 5. Anche in questa modalità ci sono i boss e sono: Masher, Masher 2.0 e Super Masher.
- Squadra Kirby In Azione: Qui, come in un gioco di ruolo, bisogna far salire di livello Kirby per sconfiggere diversi Boss. In questa modalità si è aiutati da 3 CPU. Si può giocare fino a 4 giocatori con la modalità Wireless. I Boss da sconfiggere sono: Mega Cavaliere, Dadopagos, Whispy Woods, Vulkan, Landia e Landia X. Il livello massimo è 10 e ad ogni Level Up aumentano alcune statistiche. Il giocatore può scegliere un'abilità tra cui:
  - Spada eroica
  - Mastro martello
  - Dottore mistico
  - Raggio magico

## Sviluppo
Planet Robobot venne inizialmente concepito come un diretto successore di Kirby: Triple Deluxe. Il gioco avrebbe presentato l'abilità Ipernova, sebbene alla fine sia stata sostituita con l'armatura Robobot per evitare ripetizioni.
Il gioco è stato presentato al Nintendo Direct il 3 marzo 2016.  Venne inoltre reso disponibile un set di amiibo a tema Kirby (composto da Kirby, King Dedede, Meta Knight e Waddle Dee), in grado di apportare modifiche al gameplay. Il gioco è stato pubblicato in Giappone il 28 aprile 2016 e nel giugno 2016 in tutto il mondo. Il 21 luglio 2016 una demo del gioco è stata distribuita tramite il Nintendo eShop.
Dopo l'uscita del gioco originale, è stato annunciato da un Nintendo Direct dell'aprile 2017 che due minigiochi di Planet Robobot sarebbero stati distribuiti come titoli indipendenti in onore del 25º anniversario di Kirby. Il primo, pubblicato nell'aprile 2017, è Team Kirby Clash Deluxe, che amplia gli elementi di gioco di ruolo d'azione del minigioco inserendo livelli e funzionalità aggiuntivi. Sebbene gratuito, la valuta di gioco può essere acquistata tramite microtransazioni. Il secondo, pubblicato a luglio 2017, è Kirby's Blowout Blast, un platform 3D basato sul gameplay di Kirby 3D Rumble.
Team Kirby Clash Deluxe avrebbe poi ricevuto un seguito su Nintendo Switch a settembre 2019, intitolato Super Kirby Clash, utilizzando il motore grafico di Kirby Star Allies. Presenta feature online, nuove missioni e nuovi equipaggiamenti. Come il suo predecessore, è gratuito da scaricare e giocare, ma contiene microtransazioni che permettono di acquistare valuta di gioco.

## Accoglienza
| Testata                            | Giudizio |
| ---------------------------------- | -------- |
| Metacritic (media al 17-3-2021)    | 81/100   |
| GameRankings (media al 08-12-2019) | 83.62%   |
| Destructoid                        | 7/10     |
| Electronic Gaming Monthly          | 9/10     |
| Game Informer                      | 8/10     |
| Game Revolution                    | 4/5      |
| GameSpot                           | 8/10     |
| GamesTM                            | 8/10     |
| IGN                                | 8/10     |
| Nintendo Life                      | 9/10     |
| Nintendo World Report              | 9/10     |
| Polygon                            | 8/10     |
| Shacknews                          | 8/10     |
| USgamer                            | 4/5      |

Kirby: Planet Robobot ha ricevuto recensioni positive. GameSpot ha elogiato il gameplay, il design dei livelli, i personaggi, le immagini, la colonna sonora e le modalità extra, ma ha criticato la difficoltà "raramente impegnativa". Brendan Graeber di IGN ha apprezzato il suo uso intelligente di puzzle basati su 3D in mondi vividi, combattimenti contro i boss, il robot Robobot e le modalità aggiuntive, ma ha criticato la mancanza di difficoltà. Ha infatti dichiarato: "Kirby: Planet Robobot potrebbe non essere il platform più impegnativo in circolazione, ma il suo uso intelligente della distruzione robotica combinato con splendidi enigmi ambientali e boss unici rendono il viaggio divertente. Vorrei solo che il mostruoso costume da mech di Kirby possa fare un uso appropriato dell'enorme quantità di oggetti collezionabili"
Ollie Barder di Forbes ha confrontato il gioco con la serie anime mecha Gurren Lagann. Chris Carter di Destructoid ha affermato: "Planet Robobot è ancora un gioco Kirby sicuro e funzionale. Dopo aver completato la storia e riflettuto su di essa, molti elementi sembravano semplicemente andare avanti spontaneamente, ma quei movimenti non sono ancora diventati stantii dopo quasi 25 anni".
A giugno 2016, ha venduto 300 479 copie in Giappone. Alla fine di marzo 2017, le vendite totali hanno raggiunto 1,36 milioni di copie.